# Wiener Schachzeitung
Wiener Schachzeitung – ukazujący się od 1855 miesięcznik szachowy. Założycielem periodyku był mistrz szachowy Ernst Falkbeer, jednakże wydano wówczas jedynie dziewięć numerów. Poniżej lata aktywności wydawniczej (w nawiasach redaktor naczelny).
- 1855 (Ernst Falkbeer)
- 1887 oraz 1888
- 1898 do 1916 (Hugo Fähndrich, Aleksander Halprin, Georg Marco)
- 1923 pod zmienioną nazwą Neue Wiener Schachzeitung
- 1926 do 1938 (Albert Becker)
- 1948 oraz 1949 (Edwin Hofmann)